# Fate of Norns
Fate of Norns (englisch für Schicksal der Nornen) ist das fünfte Studioalbum der schwedischen Melodic-Death-Metal-Band Amon Amarth. Es erschien am 6. September 2004 via Metal Blade Records und erreichte als erstes Album der Band eine Platzierung in den deutschen und österreichischen Albumcharts.

## Entstehung
Die Lieder für das Album entstanden innerhalb von drei Monaten – laut Olavi Mikkonen – unter stressigen Bedingungen. Alle Bandmitglieder waren zu dieser Zeit noch berufstätig und konnten nur abends im Proberaum am neuen Material arbeiten. Als die Band ins Studio ging, waren nur fünfeinhalb der acht auf dem Album vertretenen Lieder fertiggestellt. Die neuen Lieder fielen im Vergleich zum Vorgängeralbum langsamer aus. In einem Interview erklärte Hegg, dass die Band bei diesem Album mehr als je zuvor auf den Mid-Tempo-Aspekt setzte.

„„Das Mid-Tempo-Material für Fate of Norns klang viel besser als alles, was uns an flotten Sachen in den Sinn kam. Und wenn ein Lied unsere hohen Ansprüche nicht erfüllt, fliegt es raus.““

Aufgenommen wurde das Album im Mai und Juni 2004 im Berno Studio in Malmö. Produziert wurde Fate of Norns von Berno Paulsson und der Band. Paulsson übernahm auch die Abmischung sowie das Mastering. Das Cover wurde von Thomas Ewerhard entworfen. Als Gastmusiker tritt Udo Schlangschnabel auf, der bei „Arson“ das Horn spielt.
Für das Lied „Pursuit of Vikings“ wurde ein Musikvideo gedreht, welches im deutschsprachigen Raum regelmäßig bei VIVA Plus ausgestrahlt wurde.

## Hintergrund
Der Albumtitel bezieht sich laut Sänger Johan Hegg auf die drei Nornen, die unter der Weltenesche Yggdrasil am Urdbrunnen sitzen und das Schicksal der Götter, Riesen und Menschen weben.
Das Lied "Where Death seems to Dwell" handelt von einem Mann, der sich auf einem Pfad wieder findet. Die Landschaft ist karg und öde, der Weg voller scharfer Steine, die sich in seine Füße schneiden. Seine Kleidung und seine Haut ist von Dornen zerkratzt. Später hört er Stimmen und hat Halluzinationen von Gesichtern. Am Ende erreicht er den Berg Nidafiell und erkennt, dass er gestorben ist und in die Hölle, die Nifelhel, kommt.
Im Titellied geht es um einen Mann, der seinen jungen Sohn verliert. Da der Vater zu alt ist, um noch ein Kind zeugen zu können, begeht er Selbstmord, um in Walhall wieder mit seinem Sohn vereint sein zu können. „Pursuit of Vikings“ handelt von einer Gruppe Wikinger, die auf Beutezug gehen und Odin um Schutz und Stärke bitten. „Valkyries Ride“ beschreibt den Ritt der Walküren, die nach einer Schlacht die gefallenen Krieger vom Schlachtfeld aufsammeln und nach Walhall bringen.
„The Beheading of a King“ basiert auf einer Begebenheit des 11. Jahrhunderts. Damals war die südschwedische Provinz Schonen gegenüber Dänemark Tributpflichtig. Als sich die Schweden weigerten zu bezahlen, wurden sie vom dänischen König angegriffen. Trotz zahlenmäßiger Unterlegenheit gewannen die Schweden und enthaupteten den dänischen König.
Das Lied „Arson“ wurde von der isländischen Sage Brennu Njáls saga inspiriert. Eine Gruppe Wikinger wird angegriffen und verbarrikadiert sich. Die Angreifer brennen alles nieder. Nur der Sohn des Protagonisten überlebt. Im abschließenden Lied „Once Sealed in Blood“ nimmt der Überlebende Rache an den Angreifern.

## Rezeption
Von Seiten der Fachpresse bekam das Album gute bis durchschnittliche Kritiken. Das deutsche Rock-Hard-Magazin wählte Fate of Norns zum „Album des Monats“. Für Frank Albrecht gibt es unter den acht Liedern „keines, das man nicht als Hymne bezeichnen könnte“. Gunnar Sauermann vom Metal Hammer beschrieb Fate of Norns als ein „musikalisch reiferes Werk mit kompakteren Songs“, wobei sich „jedoch eine gewisse Gleichförmigkeit eingeschlichen hat“. Sauermann gab dem Album sechs von sieben Punkten.
Für Reinhold Reither vom Onlinemagazin Stormbringer „drehen sich Amon Amarth im kreativen Kreis“ und stellt fest, dass man „Überraschungen hier vergebens sucht“. Negative Kritik gab es von Andi Althoff vom Onlinemagazin metal1.info, der Einfallslosigkeit und Langeweile als die herausstechendsten Eigenschaften des Albums beschrieb. Althoff vergab fünf von zehn Punkten.
Fate of Norns schaffte als erstes Amon-Amarth-Album den Sprung in die Albumcharts. In Deutschland erreichte das Werk Platz 31, in Österreich Platz 56. In beiden Ländern verblieb das Album zwei Wochen in den Charts. In einem Interview erklärten Olavi Mikkonen und Johan Hegg, dass Fate of Norns hinsichtlich der Entstehungsgeschichte und den Sounds ein größerer Fehler der Bandgeschichte war.

„Mittlerweile bin ich aber froh, dass wir diese Fehler damals gemacht haben, denn nur so konnten wir lernen und uns weiterentwickeln.“

## Titelliste
1. An Ancient Sign of Coming Storm – 4:38
2. Where Death Seems to Dwell – 4:58
3. The Fate of Norns – 5:57
4. Pursuit of Vikings – 4:30
5. The Valkyries Ride – 4:57
6. Beheading of a King – 3:23
7. Arson – 6:48
8. Once Sealed in Blood – 4:50

Die limitierte Digipakversion des Albums enthält als Bonus eine DVD, die den Auftritt von Amon Amarth am 5. März 2004 in Reykjavík enthält.